# 괴산휴게소
괴산휴게소(Goesan Service Area)는 충청북도 괴산군 장연면에 위치한 중부내륙고속도로의 고속도로 휴게소이다. 양방향 모두 휴게소가 존재한다.주소는 창원 방향 휴게소의 주소는 충청북도 괴산군 장연면 중부내륙고속도로 204, 양평 방면은 충청북도 괴산군 장연면 중부내륙고속도로 205이다.

## 시설
- 주차장
- 화장실
- 수유실
- 식당
- 브랜드매장 : CU, 던킨, 할리스커피
- 현금 자동 입출금기
- 전기차충전소
- 종합안내소

내고장으뜸산품판매점
- 정유소 : EX-OIL, HD현대오일뱅크(LPG)

## 전후
양평 방향
- 괴산 나늘목→괴산휴게소→연풍 나들목
- 문경휴게소→괴산휴게소→충주휴게소

창원 방향
- 괴산 나늘목 ←괴산휴게소←연풍 나들목
- 문경휴게소←괴산휴게소←충주휴게소